# 沃爾科特 (阿肯色州)
沃爾科特（英語：Walcott）是美國阿肯色州格林縣一個非建制地區，位於141号阿肯色州州道與168号阿肯色州州道交匯處以及縣治帕拉固德（Paragould）以西約10英里（16），其美國郵遞區號是72474。